# Марьино (Джанкойский район)
Ма́рьино (укр. Мар'їне, крымскотат. Maryino, Марьино) — село в Джанкойском районе Республики Крым, входит в состав Лобановского сельского поселения (согласно административно-территориальному делению Украины — Лобановского сельского совета Автономной Республики Крым).

## Население
| 2001 | 2014 |
| ---- | ---- |
| 759  | ↘631 |

Всеукраинская перепись 2001 года показала следующее распределение по носителям языка
| Язык             | Процент |
| ---------------- | ------- |
| русский          | 55.73   |
| крымскотатарский | 27.8    |
| украинский       | 15.28   |
| другие           | 0.79    |

### Динамика численности
| - 1900 год — 88 чел. - 1915 год — 122/4 чел. - 1926 год — 321 чел. - 1989 год — 701 чел. | - 2001 год — 759 чел. - 2009 год — 776 чел. - 2014 год — 631 чел. |

## Современное состояние
На 2017 год в Марьино числится 8 улиц, 1 переулок и 2 комплекса строений и сооружений; на 2009 год, по данным сельсовета, село занимало площадь 104 гектара на которой, в 246 дворах, проживало 776 человек. В селе действуют начальная школа — детский сад, библиотека, сельский клуб, отделение Почты России, мечеть. Село связано автобусным сообщением с райцентром и соседними населёнными пунктами.

## География
Марьино — село в центральной части района, в степном Крыму, в верховье балки (реки) Заветленинская, высота центра села над уровнем моря — 23 м. Соседние сёла: Жилино в 3 км на север, Орденоносное в 1,2 км на восток и Яркое в 2,5 км на юг. Расстояние до райцентра — около 12 километров (по шоссе) на восток, там же ближайшая железнодорожная станция. Транспортное сообщение осуществляется по региональной автодороге 35Н-143 от шоссе 35А-001 «граница с Украиной — Джанкой — Феодосия — Керчь» до Овощного (по украинской классификации — С-0-10419).

## История
Об образовании поселения есть данные, что это произошло в 1837 году — помещик Мирнов, первый владелец Мирновки, основал его и назвал в честь крестницы Марьяны, хотя известно, что современное село находится на месте старинной деревни Аджай , чьё название волей истории, в виде Аджай-Кат, «досталось» другому населённому пункту. Но уже на трехверстовой карте 1865 года там же обозначен, видимо, упомянутый выше господский двор.
Согласно другим историческим документам, Марьино возникло в самом конце XIX века, поскольку впервые в достоверных источниках встречается в «…Памятной книжке Таврической губернии на 1900 год», согласно которой в экономии Марьино Богемской волости Перекопского уезда числилось 88 жителей в 4 дворах. На 1914 год в селении действовала земская школа. По Статистическому справочнику Таврической губернии. Ч.II-я. Статистический очерк, выпуск пятый Перекопский уезд, 1915 год, в селе Марьино Богемской волости Перекопского уезда числилось 16 дворов (все дворы с землёй) с русским населением в количестве 122 человек приписных жителей и 4 — «посторонних», из которых 67 мужчин и 57 женщин. Жители владели 383 десятинами удобной земли. В хозяйствах имелось 46 лошадей, 2 вола, 34 коровы и 22 головы мелкого скота.
После установления в Крыму Советской власти, по постановлению Крымревкома от 8 января 1921 года № 206 «Об изменении административных границ» была упразднена волостная система и в составе Джанкойского уезда был создан Джанкойский район. В 1922 году уезды преобразовали в округа. 11 октября 1923 года, согласно постановлению ВЦИК, в административное деление Крымской АССР были внесены изменения, в результате которых округа были ликвидированы, основной административной единицей стал Джанкойский район и село включили в его состав. Согласно Списку населённых пунктов Крымской АССР по Всесоюзной переписи 17 декабря 1926 года, в селе Марьино, центре Марьинского сельсовета Джанкойского района, числилось 68 дворов, из них 64 крестьянских, население составляло 321 человек. В национальном отношении учтено: 224 русских, 88 украинцев, 8 чехов, 1 немец, действовала русская школа.
В 1944 году, после освобождения Крыма от фашистов, 12 августа 1944 года было принято постановление № ГОКО-6372с «О переселении колхозников в районы Крыма» и в сентябре 1944 года в район приехали первые новоселы (27 семей) из Каменец-Подольской и Киевской областей, а в начале 1950-х годов последовала вторая волна переселенцев из различных областей Украины. С 25 июня 1946 года Марьино в составе Крымской области РСФСР, а 26 апреля 1954 года Крымская область была передана из состава РСФСР в состав УССР. Время упразднения сельсовета и включения в Лобановский пока не установлено: на 15 июня 1960 года село уже числилось в его составе. По данным переписи 1989 года в селе проживал 701 человек. С 12 февраля 1991 года село в восстановленной Крымской АССР, 26 февраля 1992 года переименованной в Автономную Республику Крым. С 21 марта 2014 года — в составе Республики Крым России.